# Juliusz Hoły
Juliusz Hoły (ur. 23 grudnia 1916) – polski narciarz, instruktor narciarski, kurier tatrzański, więzień obozu koncentracyjnego KL Auschwitz. 
Pierwszą misję kurierską Juliusz Hoły odbył w 1940 roku, na trasie Zakopane–Budapeszt. 
Podczas swoich misji kurierskich na Słowację Hoły trzykrotnie wpadał w ręce Słowaków. Pierwsze dwa incydenty zakończyły się wypuszczeniem Hołego, pochwycony podawał się za Stanisława Marusarza, skoczka narciarskiego i również kuriera. Popularność Marusarza w Polsce i poza jej granicami zapewniła Hołemu wolność. Dopiero przy trzeciej wpadce Hoły został przekazany w ręce Gestapo i trafił do dawnego hotelu Palace, zwanego katownią Podhala. Trafiali tam działacze polskiego podziemia na Podhalu. 
Juliusz Hoły został przeniesiony do więzienia Montelupich w Krakowie, gdzie poddawany był torturom. Osadzono go w celi m. in. ze Stanisławem Marusarzem.  
Po przesłuchaniach w więzieniu Montelupich Hoły został wysłany w drugim transporcie do KL Auschwitz, gdzie dotarł 20 czerwca 1940 roku. W liczącej 313 osób grupie znajdowali się głównie przedstawiciele krakowskiej inteligencji i mieszkańcy Podhala, przebywający dotychczas w więzieniach w Krakowie i Nowym Wiśniczu. Hoły został oznaczony numerem 781. Wg wspomnień Kazimierza Albina, Hoły był jednym z więźniów przydzielonych do obozowej kuchni, ponadto należał do obozowego ruchu oporu. Data i okoliczności śmierci Juliusza Hołego pozostają nieznane, ostatnia wzmianka o nim pochodzi z 18 lutego 1942 roku – odnotowany został w książce szpitalnej bloku 28. 